# Liangzhou

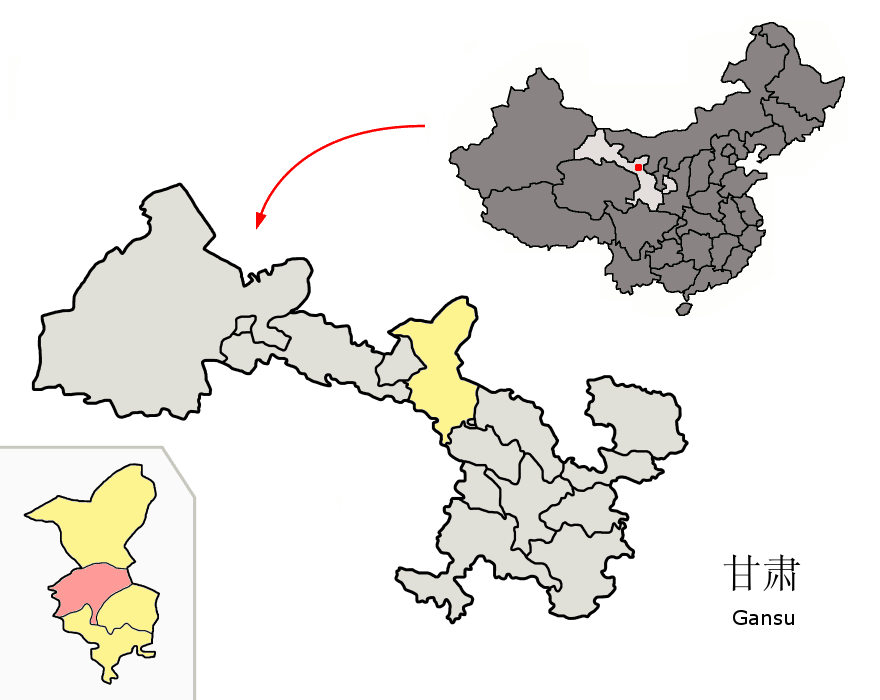
Lage des Kreises Liangzhou (rosa) in der bezirksfreien Stadt Wuwei (gelb)

Der Stadtbezirk Liangzhou (chinesisch 凉州区, Pinyin Liángzhōu Qū) ist ein Stadtbezirk der  bezirksfreien Stadt Wuwei im Zentrum der chinesischen Provinz Gansu. Liangzhou hat eine Fläche von 4.874 km² und 1.018.000 Einwohner (Stand: Ende 2018).